# Peter Faecke
Peter Faecke (* 3. November 1940 in 
Grunwald, Landkreis Glatz, Provinz Niederschlesien; † 23. März 2014 in Köln) war ein deutscher Schriftsteller und Verleger.

## Leben
Peter Faecke wuchs in Hannoversch Münden auf. Ab 1961 studierte er Romanistik, Germanistik und Philosophie in Göttingen, Berlin und Hamburg sowie ab 1963 in Paris. Von 1965 bis 1990 war er Redakteur der Abteilung Kultur und Wissenschaft beim Westdeutschen Rundfunk in Köln, wo er vor allem für Themen aus der Dritten Welt zuständig war. Peter Faecke hielt sich mehrfach für längere Zeit im Ausland auf; er hatte eine Gastdozentur an der University of Texas inne und leitete ein Medienprojekt in Peru. Faecke lebte in Köln, wo er bis 2010 auch den eigenen Verlag Edition Köln betrieb.
Faecke war der Verfasser von Romanen, Erzählungen, Reportagen und Hörspielen. Seine ersten beiden Romane sind thematisch im Dritten Reich angesiedelt; der Romanzyklus Das Kowalski-Projekt ist die breitangelegte Chronik einer deutschen Familie im zwanzigsten Jahrhundert.
Peter Faecke war Mitglied des Verbandes Deutscher Schriftsteller und des PEN-Zentrums Deutschland. Er erhielt u. a. folgende Auszeichnungen: 1966 den Förderpreis des Landes Nordrhein-Westfalen für Literatur, 1978 ein Stipendium der Villa Massimo sowie 1991 und 1994 Stipendien des 
Deutschen Literaturfonds.

## Werke
- Die Brandstifter, Olten [u. a.] 1963
- Der rote Milan, Olten [u. a.] 1965
- Postversandroman, 11 Lieferungen, Luchterhand, Neuwied 1971 (zusammen mit Wolf Vostell)
- Gemeinsam gegen Abriss, Wuppertal 1977 (zusammen mit Gerd Haag und Rolf Stefaniak)
- Das unaufhaltsame Glück der Kowalskis, Düsseldorf 1982
- Flug ins Leben, Zürich 1988
- Als Elizabeth Arden neunzehn war, Baden-Baden 1995
- Das Kowalski-Projekt, Köln
  - 1. Das unaufhaltsame Glück der Kowalskis, 2002
  - 2. Flug ins Leben, 2001
  - 3. Als Elizabeth Arden neunzehn war, 2001
  - 4. Ankunft eines Schüchternen im Himmel, 2001
  - 5. Hochzeitsvorbereitungen auf dem Lande, 2003
  - 6. Die geheimen Videos des Herrn Vladimiro, 2004
  - 7. Die Geschichte meiner schönen Mama, 2007
- Das Kreuz des Südens, Reportagen, Köln 2001
- Vom Überfließen der Anden, Reportagen,  Köln 2002
- Lima die Schöne, Lima die Schreckliche, Reportagen, Köln 2004
- Wenn bei uns ein Greis stirbt, Reportagen,  Köln 2005
- Der Kardinal, ganz in Rot und frisch gebügelt, Ein Fall für Kleefisch, Köln 2007
- Die Tango-Sängerin, Der zweite Fall für Kleefisch, Köln 2008
- Wer tötete Kiki Diamant? Der dritte Fall für Kleefisch, Köln 2011
- Air Cocaine. Der vierte Fall für Kleefisch, Köln 2012
- Der siebte Zwerg. Der fünfte Fall für Kleefisch, Köln 2013

## Herausgeberschaft
- Über die allmähliche Entfernung aus dem Lande, Düsseldorf 1983